# سیارک ۶۹۷۷
سیارک ۶۹۷۷ (به انگلیسی: 6977 Jaucourt، نامگذاری:1993OZ4) شش هزار و نهصد و هفتاد و هفتمین سیارک کشف شده‌است که در ۲۰ ژوئیه ۱۹۹۳ کشف شد.
قدر مطلق سیارک برابر ۱۴٫۴۰ است.